# 卡尔-海因茨·莱曼
卡尔-海因茨·莱曼（德語：Karl-Heinz Lehmann，1957年1月2日—），德国前男子柔道运动员。他曾代表东德参加1980年夏季奥林匹克运动会柔道比赛，获得男子71公斤级铜牌。